# Luxemburg (circumscripció del Parlament Europeu)
En les Eleccions al Parlament Europeu, Luxemburg és una de les circumscripcions del Parlament Europeu, que actualment aporta 6 Diputats Europeus. La circumscripció cobreix el mateix estat de Luxemburg i utilitzar la regla D'Hondt.

## Resultats

### 1979
Les Eleccions Europees de 1979 van ser les primeres eleccions directes per a escollir el Parlament Europeu, i per tant, la primera vegada que Luxemburg va escollir els seus Diputats Europeus.
| 1979 • 1984 →                                |                                                                                    |                                                                                    |                                                                                    |         |        |     |        |     |
| Partit Nacional                              | Partit Nacional                                                                    | Partit Europeu                                                                     | Candidat principal                                                                 | Vots    | %      | +/– | Escons | +/– |
|                                              | Partit Popular Social Cristià (CSV)                                                | PPE                                                                                | Marc Fischbach                                                                     | 352.296 | 36,12  | —   | 3 / 6  | —   |
|                                              | Partit Democràtic (PD)                                                             | ALDE                                                                               | Colette Flesch                                                                     | 274,307 | 28.12  | —   | 2 / 6  | —   |
|                                              | Partit Socialista dels Treballadors (LSAP)                                         | PSE                                                                                | Victor Abens                                                                       | 211,106 | 21.64  | —   | 1 / 6  | —   |
|                                              | Partit Socialdemòcrata (PSD/SDP)                                                   |                                                                                    |                                                                                    | 68,289  | 7.00   | —   | 0 / 6  | —   |
|                                              | Partit Comunista (KPL)                                                             |                                                                                    |                                                                                    | 48,813  | 5.00   | —   | 0 / 6  | —   |
|                                              | Alternativ Lëscht (AL)                                                             |                                                                                    |                                                                                    | 9,845   | 1.01   | —   | 0 / 6  | —   |
|                                              | Altres (partits o condidats que van aconseguir menys de l'1% dels vots i cap escó) | Altres (partits o condidats que van aconseguir menys de l'1% dels vots i cap escó) | Altres (partits o condidats que van aconseguir menys de l'1% dels vots i cap escó) | 10.695  | 1,10   | —   | 0 / 6  | —   |
| Vots vàlids                                  |                                                                                    |                                                                                    |                                                                                    |         |        |     |        |     |
| Vots en blanc i invàlids                     |                                                                                    |                                                                                    |                                                                                    |         |        |     |        |     |
| Totals                                       | Totals                                                                             | Totals                                                                             | Totals                                                                             |         | 100.00 | —   | 6      | —   |
| Electorat (votants) i participació electoral | Electorat (votants) i participació electoral                                       | Electorat (votants) i participació electoral                                       | Electorat (votants) i participació electoral                                       |         |        | —   |        |     |
| Font: Centre d'Étude de la Vie Politique     |                                                                                    |                                                                                    |                                                                                    |         |        |     |        |     |

### 1984
Les Eleccions al Parlament Europeu de 1984 van ser les segones eleccions al Parlament Europeu.
| ← 1979 • 1984 • 1989 →                   |                                            |                |                    |         |       |     |        |     |
| Partit Nacional                          | Partit Nacional                            | Partit Europeu | Candidat principal | Vots    | %     | +/– | Escons | +/– |
|                                          | Partit Popular Social Cristià (CSV)        |                |                    | 345,586 | 34.90 | 1.2 | 3      | 0 = |
|                                          | Partit Socialista dels Treballadors (LSAP) |                |                    | 296,382 | 29.93 | 8.3 | 2      | 1   |
|                                          | Partit Democràtic (DP)                     |                |                    | 218,481 | 22.07 | 6.0 | 1      | 1   |
|                                          | Els Verds (GLEI-GAP)                       |                |                    | 60,152  | 6.08  | N/A | 0      | N/A |
|                                          | Partit Comunista (KPL)                     |                |                    | 40,395  | 4.08  | 1.0 | 0      | 0 = |
|                                          | Partit Socialista Independent (PSI)        |                |                    | 25,355  | 2.56  | N/A | 0      | N/A |
|                                          | Lliga Comunista Revolucionària (LCR)       |                |                    | 3,791   | 0.38  | 0.1 | 0      | 0 = |
| Font: Centre d'Étude de la Vie Politique |                                            |                |                    |         |       |     |        |     |

### 1989
Les Eleccions al Parlament Europeu de 1989 van ser les terceres eleccions al Parlament Europeu.
| ← 1984 • 1989 • 1994 →                       |                                                                                    |                                                                                    |                                                                                    |         |        |     |        |     |
| Partit Nacional                              | Partit Nacional                                                                    | Partit Europeu                                                                     | Candidat principal                                                                 | Vots    | %      | +/– | Escons | +/– |
|                                              | Partit Popular Social Cristià (CSV)                                                | PPE                                                                                |                                                                                    | 346,621 | 34.87  |     | 3 / 6  | 0 = |
|                                              | Partit Socialista dels Treballadors (LSAP)                                         | PSE                                                                                |                                                                                    | 252.920 | 25,45  |     | 2 / 6  | 0 = |
|                                              | Partit Democràtic (DP)                                                             | ALDE                                                                               |                                                                                    | 198.254 | 19,95  |     | 1 / 6  | 0 = |
|                                              | Llista Verda Iniciativa Ecològica (GLEI)                                           |                                                                                    |                                                                                    | 61.054  | 6,14   | nou | 0 / 6  | 0 = |
|                                              | Partit Comunista (KPL)                                                             |                                                                                    |                                                                                    | 46.791  | 4,71   |     | 0 / 6  | 0 = |
|                                              | Partit Verd Alternatiu (GAP)                                                       |                                                                                    |                                                                                    | 42.926  | 4,32   | nou | 0 / 6  | 0 = |
|                                              | Moviment Nacional (LLNB)                                                           |                                                                                    |                                                                                    | 28.867  | 2,90   |     | 0 / 6  | 0 = |
|                                              | Altres (partits o condidats que van aconseguir menys de l'1% dels vots i cap escó) | Altres (partits o condidats que van aconseguir menys de l'1% dels vots i cap escó) | Altres (partits o condidats que van aconseguir menys de l'1% dels vots i cap escó) | 16.506  | 1,66   | —   | 0 / 6  | 0 = |
| Vots vàlids                                  | Vots vàlids                                                                        | Vots vàlids                                                                        | Vots vàlids                                                                        | 165.657 |        |     |        |     |
| Butlletes vàlides                            | Butlletes vàlides                                                                  | Butlletes vàlides                                                                  | Butlletes vàlides                                                                  | 993.939 |        |     |        |     |
| Vots en blanc i invàlids                     |                                                                                    |                                                                                    |                                                                                    |         |        |     |        |     |
| Totals                                       | Totals                                                                             | Totals                                                                             | Totals                                                                             |         | 100,00 | —   | 6 / 6  | 0 = |
| Electorat (votants) i participació electoral | Electorat (votants) i participació electoral                                       | Electorat (votants) i participació electoral                                       | Electorat (votants) i participació electoral                                       | 218.940 | 87,4   |     |        |     |
| Font: Centre d'Étude de la Vie Politique     |                                                                                    |                                                                                    |                                                                                    |         |        |     |        |     |

### 1994
Les Eleccions al Parlament Europeu de 1994 van ser les quartes eleccions al Parlament Europeu.
| ← 1989 • 1994 • 1999 →                       |                                                                                    |                                                                                    |                                                                                    |         |        |     |        |     |
| Partit Nacional                              | Partit Nacional                                                                    | Partit Europeu                                                                     | Candidat principal                                                                 | Vots    | %      | +/– | Escons | +/– |
|                                              | Partit Popular Social Cristià (CSV)                                                | PPE                                                                                |                                                                                    | 319.462 | 31,50  | 3,4 | 2 / 6  | 1   |
|                                              | Partit Socialista dels Treballadors (LSAP)                                         | PSE                                                                                |                                                                                    | 251.500 | 24,80  | 0,6 | 2 / 6  | 0 = |
|                                              | Partit Democràtic (DP)                                                             | ALDE                                                                               |                                                                                    | 190.997 | 18,83  | 1,1 | 1 / 6  | 0 = |
|                                              | Els Verds (GLEI–GAP)                                                               | EGP                                                                                |                                                                                    | 110.888 | 10,93  | 0,4 | 1 / 6  | 1   |
|                                              | Partit Reformista d'Alternativa Democràtica (ADR)                                  |                                                                                    |                                                                                    | 70.470  | 6,94   |     | 0 / 6  | 0 = |
|                                              | Moviment Nacional (NB)                                                             |                                                                                    |                                                                                    | 24.141  | 2,38   | 0,5 | 0 / 6  | 0 = |
|                                              | Partit Comunista (KPL)                                                             |                                                                                    |                                                                                    | 16.559  | 1,63   | 3,1 | 0 / 6  | 0 = |
|                                              | Grup per la Sobirania Luxemburguesa (GLS)                                          |                                                                                    |                                                                                    | 12.091  | 1,19   |     | 0 / 6  | 0 = |
|                                              | Altres (partits o condidats que van aconseguir menys de l'1% dels vots i cap escó) | Altres (partits o condidats que van aconseguir menys de l'1% dels vots i cap escó) | Altres (partits o condidats que van aconseguir menys de l'1% dels vots i cap escó) | 18.186  | 1.79   | —   | 0 / 6  | 0 = |
| Vots vàlids                                  |                                                                                    |                                                                                    |                                                                                    |         |        |     |        |     |
| Butlletes vàlides                            |                                                                                    |                                                                                    |                                                                                    |         |        |     |        |     |
| Vots en blanc i invàlids                     |                                                                                    |                                                                                    |                                                                                    |         |        |     |        |     |
| Totals                                       | Totals                                                                             | Totals                                                                             | Totals                                                                             |         | 100,00 | —   | 6 / 6  | 0 = |
| Electorat (votants) i participació electoral |                                                                                    |                                                                                    |                                                                                    |         |        |     |        |     |
| Font: Centre d'Étude de la Vie Politique     |                                                                                    |                                                                                    |                                                                                    |         |        |     |        |     |

### 1999
Les Eleccions al Parlament Europeu de 1999 van ser les cinquenes eleccions al Parlament Europeu.
| ← 1994 • 1999 • 2004 →                       |                                                   |                                              |                                              |           |        |     |        |     |
| Partit Nacional                              | Partit Nacional                                   | Partit Europeu                               | Candidat principal                           | Vots      | %      | +/– | Escons | +/– |
|                                              | Partit Popular Social Cristià (CSV)               | PPE                                          | Jean-Claude Juncker                          | 321.021   | 31,67  | 0,2 | 2 / 6  | 0 = |
|                                              | Partit Socialista dels Treballadors (LSAP)        | PSE                                          | Alex Bodry                                   | 239.048   | 23,58  | 1,2 | 2 / 6  | 0 = |
|                                              | Partit Democràtic (DP)                            | ALDE                                         | Charles Goerens                              | 207.379   | 20,46  | 1,7 | 1 / 6  | 0 = |
|                                              | Els Verds (DG)                                    | EGP                                          | Camille Gira                                 | 108.514   | 10,70  | 0,2 | 1 / 6  | 0 = |
|                                              | Partit Reformista d'Alternativa Democràtica (ADR) | Cap                                          | Gaston Gibéryen                              | 91.118    | 8,99   | 2,1 | 0 / 6  | 0 = |
|                                              | L'Esquerra (DL)                                   | Cap                                          | Aly Bisdorff                                 | 28.130    | 2,77   | nou | 0 / 6  | 0 = |
|                                              | Aliança Verda i Liberal (GAL)                     | Cap                                          | Jup Weber                                    | 18.573    | 1,83   | nou | 0 / 6  | 0 = |
| Vots vàlids                                  | Vots vàlids                                       | Vots vàlids                                  | Vots vàlids                                  | 1,013,783 | —      |     |        |     |
| Butlletes vàlides                            | Butlletes vàlides                                 | Butlletes vàlides                            | Butlletes vàlides                            | 184.838   | 91,33  |     |        |     |
| Vots en blanc i invàlids                     | Vots en blanc i invàlids                          | Vots en blanc i invàlids                     | Vots en blanc i invàlids                     | 17.546    | 8,67   |     |        |     |
| Totals                                       | Totals                                            | Totals                                       | Totals                                       | 202.384   | 100,00 | —   | 6 / 6  | 0 = |
| Electorat (votants) i participació electoral | Electorat (votants) i participació electoral      | Electorat (votants) i participació electoral | Electorat (votants) i participació electoral | 233.602   | 86,64  |     |        |     |
| Font: Centre d'Étude de la Vie Politique     |                                                   |                                              |                                              |           |        |     |        |     |

### 2004
Les Eleccions al Parlament Europeu de 2004 van ser les sisenes eleccions al Parlament Europeu.
| ← 1999 • 2004 • 2009 →                       |                                                   |                                              |                                              |           |        |     |        |     |
| Partit Nacional                              | Partit Nacional                                   | Partit Europeu                               | Candidat principal                           | Vots      | %      | +/– | Escons | +/– |
|                                              | Partit Popular Social Cristià (CSV)               | PPE                                          | Jean-Claude Juncker                          | 404.823   | 37,14  | 5,4 | 3 / 6  | 1   |
|                                              | Partit Socialista dels Treballadors (LSAP)        | PSE                                          | Jean Asselborn                               | 240.484   | 22,06  | 1,6 | 1 / 6  | 1   |
|                                              | Els Verds (DG)                                    | EGP                                          | Claude Turmes                                | 163.754   | 15,02  | 4,3 | 1 / 6  | 0 = |
|                                              | Partit Democràtic (DP)                            | ALDE                                         | Lydie Polfer                                 | 162.064   | 14,87  | 5,6 | 1 / 6  | 0 = |
|                                              | Partit Reformista d'Alternativa Democràtica (ADR) | AEN                                          | Gaston Gibéryen                              | 87.666    | 8,04   | 1,0 | 0 / 6  | 0 = |
|                                              | L'Esquerra (DL)                                   | PEL (observador)                             | André Hoffmann                               | 18.345    | 1,68   | 1,1 | 0 / 6  | 0 = |
|                                              | Partit Comunista (KPL)                            | Cap                                          | Zénon Bernard                                | 12.800    | 1,17   | —   | 0 / 6  | 0 = |
| Vots vàlids                                  | Vots vàlids                                       | Vots vàlids                                  | Vots vàlids                                  | 1.089.936 | —      |     |        |     |
| Butlletes vàlides                            | Butlletes vàlides                                 | Butlletes vàlides                            | Butlletes vàlides                            | 192.185   | 91,65  |     |        |     |
| Vots en blanc i invàlids                     | Vots en blanc i invàlids                          | Vots en blanc i invàlids                     | Vots en blanc i invàlids                     | 17.504    | 8,35   |     |        |     |
| Totals                                       | Totals                                            | Totals                                       | Totals                                       | 209.689   | 100,00 | —   | 6 / 6  | 0 = |
| Electorat (votants) i participació electoral | Electorat (votants) i participació electoral      | Electorat (votants) i participació electoral | Electorat (votants) i participació electoral | 229.550   | 91,35  |     |        |     |
| Font: Service Information et Presse          |                                                   |                                              |                                              |           |        |     |        |     |

### 2009
Les Eleccions al Parlament Europeu de 2009 van ser les setenes eleccions al Parlament Europeu.
| ← 2004 • 2009 • 2014 →                       |                                                   |                                              |                                              |           |        |     |        |     |
| Partit Nacional                              | Partit Nacional                                   | Partit Europeu                               | Candidat principal                           | Vots      | %      | +/– | Escons | +/– |
|                                              | Partit Popular Social Cristià (CSV)               | PPE                                          | Viviane Reding                               | 353,094   | 31.36  | 5.8 | 3 / 6  | 0 = |
|                                              | Partit Socialista dels Treballadors (LSAP)        | PSE                                          | Robert Goebbels                              | 219,349   | 19.48  | 2.5 | 1 / 6  | 0 = |
|                                              | Partit Democràtic (DP)                            | ALDE                                         | Charles Goerens                              | 210,107   | 18.66  | 3.7 | 1 / 6  | 0 = |
|                                              | Els Verds (DG)                                    | EGP                                          | Claude Turmes                                | 189,523   | 16.83  | 1.8 | 1 / 6  | 0 = |
|                                              | Partit Reformista d'Alternativa Democràtica (ADR) | AEN                                          | Jean Colombera                               | 83,168    | 7.39   | 0.6 | 0 / 6  | 0 = |
|                                              | L'Esquerra (DL)                                   | PEL                                          | André Hoffmann                               | 37,929    | 3.37   | 1.7 | 0 / 6  | 0 = |
|                                              | Partit Comunista (KPL)                            | Cap                                          | Ali Ruckert                                  | 17,304    | 1.54   | 0.3 | 0 / 6  | 0 = |
|                                              | Llista dels Ciutadans (BL)                        | Cap                                          | Aly Jaerling                                 | 15,558    | 1.38   | nou | 0 / 6  | 0 = |
| Vots vàlids                                  | Vots vàlids                                       | Vots vàlids                                  | Vots vàlids                                  | 1,126,032 | —      |     |        |     |
| Butlletes vàlides                            | Butlletes vàlides                                 | Butlletes vàlides                            | Butlletes vàlides                            | 198,364   | 90.82  |     |        |     |
| Vots en blanc i invàlids                     | Vots en blanc i invàlids                          | Vots en blanc i invàlids                     | Vots en blanc i invàlids                     | 20,059    | 9.18   |     |        |     |
| Totals                                       | Totals                                            | Totals                                       | Totals                                       | 218,423   | 100,00 | —   | 6 / 6  | 0 = |
| Electorat (votants) i participació electoral | Electorat (votants) i participació electoral      | Electorat (votants) i participació electoral | Electorat (votants) i participació electoral | 240,669   | 90.76  |     |        |     |
| Font: Centre Informatique de l'État          |                                                   |                                              |                                              |           |        |     |        |     |

### 2014
Les Eleccions al Parlament Europeu de 2014 van ser les vuitenes eleccions al Parlament Europeu.
| ← 2009 • 2014 • 2019 →                       |                                                   |                                              |                                              |         |        |      |        |     |
| Partit Nacional                              | Partit Nacional                                   | Partit Europeu                               | Candidat principal                           | Vots    | %      | +/–  | Escons | +/– |
|                                              | Partit Popular Social Cristià (CSV)               | PPE                                          | Viviane Reding                               | 126.888 | 37,65  | 6,29 | 3 / 6  | 0 = |
|                                              | Els Verds (DG)                                    | EGP                                          | Claude Turmes                                | 69.797  | 15,01  | 1.82 | 1 / 6  | 0 = |
|                                              | Partit Democràtic (DP)                            | ALDE                                         | Charles Goerens                              | 82.975  | 14,77  | 7,73 | 1 / 6  | 0 = |
|                                              | Partit Socialista dels Treballadors (LSAP)        | S&D                                          | Mady Delvaux-Stehres                         | 14.903  | 11,73  | 7,73 | 1 / 6  | 0 = |
|                                              | Partit Reformista d'Alternativa Democràtica (ADR) | ECR                                          |                                              | 9.994   | 7,53   | 0,14 | 0 / 6  | 0 = |
|                                              | L'Esquerra (Déi Lénk)                             | GUE/NGL                                      |                                              | 6.457   | 5,76   | 2,39 | 0 / 6  | 0 = |
|                                              | Partit Pirata (PP)                                | Cap                                          | Sven Clement                                 | 5.951   | 4,23   | nou  | 0 / 6  | 0 = |
|                                              | Partit per la Democràcia Integral (PID)           | Cap                                          |                                              | 1.820   | 1,82   | nou  | 0 / 6  | 0 = |
|                                              | Partit Comunista (KPL)                            | Cap                                          |                                              | 1.836   | 1,49   | 0,05 | 0 / 6  | 0 = |
| Vots vàlids                                  | Vots vàlids                                       | Vots vàlids                                  | Vots vàlids                                  | 203.772 | 90,07  |      |        |     |
| Vots en blanc i invàlids                     | Vots en blanc i invàlids                          | Vots en blanc i invàlids                     | Vots en blanc i invàlids                     | 22.446  | 9,93   |      |        |     |
| Totals                                       | Totals                                            | Totals                                       | Totals                                       | 226.218 | 100,00 | —    | 6 / 6  | 0 = |
| Electorat (votants) i participació electoral | Electorat (votants) i participació electoral      | Electorat (votants) i participació electoral | Electorat (votants) i participació electoral | 264.433 | 85,54  | 5,22 |        |     |
| Font: Centre Informatique de l'État          |                                                   |                                              |                                              |         |        |      |        |     |